# Dmytro Pidruchnyi
Dmytro Pidruchnyi, né le 5 novembre 1991 à Ternopil, est un biathlète ukrainien, champion du monde de la poursuite en 2019.

## Carrière
Dmytro Pidruchnyi a connu sa première sélection internationale en 2010 à l'occasion des Championnats du monde junior puis fait ses débuts en Coupe du monde lors de la saison 2012-2013 à Pokljuka. En décembre 2013, il obtient son premier top 10 en Coupe du monde, avec une sixième place obtenue à Hochfilzen. Lors de l'Universiade d'hiver de 2013, il remporte trois médailles dont une en or. Il participe aux Jeux olympiques de Sotchi en 2014 et aux Jeux olympiques de Pyeongchang, où il obtient son meilleur résultat individuel (21e du sprint) et en relais (7e du relais mixte).
Il est sacré champion du monde de la poursuite le 10 mars 2019 à Östersund. Quatrième du sprint à 3/10e de Quentin Fillon Maillet et du podium,  présent le lendemain dans un groupe de chasse à une minute de Johannes Thingnes Bø au moment d'arriver dans le stade pour le quatrième tir (debout), il réalise le sans-faute, profite des cibles manquées par ses rivaux directs, et déborde le Norvégien qui commet trois erreurs et part effectuer trois tours de pénalité. Il l'emporte avec 8 secondes sur  Bø et 17 secondes sur Quentin Fillon Maillet. C'est le premier podium de sa carrière aux Mondiaux comme en Coupe du monde.
Son meilleur classement général dans la Coupe du monde est 17e à l'issue de la saison 2019-2020.
Au cours de l'invasion de l'Ukraine par la Russie, il est appelé à rejoindre la Garde nationale de l'Ukraine durant quelques mois, puis est à nouveau autorisé à participer aux compétitions sportives.

## Palmarès

### Jeux olympiques
| Épreuve / Édition                | Individuel | Sprint | Poursuite | Mass start | Relais | Relais mixte |
| Jeux olympiques 2014 Sotchi      | 54e        | —      | —         | —          | 9e     | —            |
| Jeux olympiques 2018 Pyeongchang | —          | 21e    | 34e       | —          | 9e     | 7e           |
| Jeux olympiques 2022 Pékin       | 18e        | 13e    | 13e       | 24e        | 9e     | 13e          |

### Championnats du monde
| Édition / Épreuve       | Individuel | Sprint | Poursuite            | Mass start | Relais | Relais mixte | Relais mixte simple              |
| ----------------------- | ---------- | ------ | -------------------- | ---------- | ------ | ------------ | -------------------------------- |
| Kontiolahti 2015        | —          | 49e    | 43e                  | —          | 9e     | 11e          | Épreuve inexistante à cette date |
| Oslo 2016               | —          | 44e    | DNS                  | —          | 16e    | 4e           | Épreuve inexistante à cette date |
| Hochfilzen 2017         | 41e        | 28e    | 14e                  | 25e        | 6e     | 5e           | Épreuve inexistante à cette date |
| Östersund 2019          | —          | 4e     | Médaille d'or, monde | 10e        | —      | 7e           | 5e                               |
| Antholz-Anterselva 2020 | —          | 10e    | 30e                  | 23e        | 12e    | 5e           | 10e                              |
| Pokljuka 2021           | 66e        | 22e    | 27e                  | —          | 5e     | 4e           | —                                |
| Oberhof 2023            | —          | 5e     | 8e                   | 23e        | 13e    | 10e          | 15e                              |
| Nove Mesto 2024         | —          | 21e    | 23e                  | 27e        | 13e    | 7e           | 14e                              |
| Lenzerheide 2025        | —          | 37e    | 30e                  | —          | 8e     | 8e           | —                                |

- — : non disputée par Pidruchnyi
- : pas d'épreuve

### Coupe du monde
- Meilleur classement général : 17e en 2020.
- 6 podiums :
  - 1 podium individuel : 1 victoire.
  - 2 podiums en relais : 1 deuxième place et 1 troisième place.
  - 3 podiums en relais mixte : 1 deuxième place et 2 troisièmes places.

Mis à jour le 9 mars 2025

#### Classements par saison en Coupe du monde
| Saison    | Classement général final | Individuel | Sprint | Poursuite | Mass start |
| 2012-2013 | nc                       | nc         | nc     |           |            |
| 2013-2014 | 48e                      | nc         | 44e    | 48e       | 36e        |
| 2014-2015 | 44e                      | nc         | 39e    | 42e       |            |
| 2015-2016 | 37e                      | nc         | 40e    | 34e       | 26e        |
| 2016-2017 | 27e                      | nc         | 21e    | 25e       | 25e        |
| 2017-2018 | 37e                      | nc         | 29e    | 30e       |            |
| 2018-2019 | 18e                      | -          | 19e    | 15e       | 20e        |
| 2019-2020 | 17e                      | 30e        | 16e    | 19e       | 15e        |
| 2020-2021 | 25e                      | nc         | 24e    | 24e       | 27e        |
| 2021-2022 | 37e                      | 44e        | 28e    | 45e       | -          |
| 2022-2023 | 86e                      |            | 72e    | -         | -          |
| 2023-2024 | 38e                      | 54e        | 35e    | 33e       | 39e        |
| 2024-2025 | 19e                      | 33e        | 17e    | 18e       | 17e        |

#### Détail des victoires
| Saison    | Individuel | Sprint | Poursuite                | Mass start | Total |
| 2018-2019 |            |        | Östersund (Ch. du monde) |            | 1     |
| Total     |            |        | 1                        |            | 1     |

Dernière mise à jour le 10 mars 2019

### Championnats d'Europe
- Médaille d'argent du relais en 2015.
- Médaille d'or du relais mixte en 2018.
- Médaille d'or du relais mixte en 2020.
- Médaille de bronze du super sprint en 2020.

### Universiades
- 1 médaille d'or en 2013 sur la mass-start.
- 1 médaille d'argent en 2013 en relais.
- 1 médaille de bronze en 2013 sur le sprint.